# 佐藤秀方
佐藤 秀方（さとう ひでかた）は、戦国時代から安土桃山時代にかけての武将。読みは、ひでまさとも伝わる。佐藤清信の子。美濃国鉈尾山城主。

## 生涯
元亀元年（1570年）7月（永禄6年（1563年）説もあり）に父の清信が没すると家督を継ぎ、居城のある上有知他、5,000貫の知行地を有した。
織田信長が美濃国を制圧すると、服属して各地を転戦。永禄12年（1569年）の大河内城の戦い、元亀元年（1570年）の姉川の戦いと比叡山包囲、天正2年（1574年）の伊勢長島攻めに参陣。天正3年（1575年）5月の長篠の戦いでは、徳川家康配下の酒井忠次につけられて、鳶巣山城を攻撃した。その後織田信忠付となり、東美濃衆の一員として、天正6年（1578年）には、越中戦線に派遣された（月岡野の戦い）。
天正10年（1582年）、本能寺の変が起こると、日根野弘就、金森長近と去就を相談し、家康に款を通じたと見られ、家康より近況を伝える書状を受けている。その後、織田信孝と羽柴秀吉の対立が深まると秀吉に与し、天正11年（1583年）には森長可と連合して、信孝に付き立花山に籠もった遠藤慶隆を降し（立花山の戦い）、秀吉の幕下に入って鉈尾山城を安堵され、武儀郡の大半2万5000石を領有することとなった。
天正12年（1584年）の小牧・長久手の戦いでは、羽柴方として内窪山砦を守備した。
天正13年（1585年）、紀伊根来攻め（千石堀城の戦い）に参加。同年、秀吉の命による金森長近の三木自綱攻めを支援。自綱を降した後、秀吉は長近に飛騨国を与えようとするが、長近が居城の越前大野城を出るのに難色を示したため、秀方が萩原諏訪城にあって一時預かることになった（長近は翌年に了承）。こうしたことから長近との連携が深まり、長近の姉を妻として両者は姻戚関係となった。
天正18年（1590年）の小田原征伐では、馬廻組頭として600人を率いて参加（ただし、次男の方政が父の代理で出陣したともされ、それは当時秀方がすでに隠居しており、兄清重が病弱だったためと考えられる）。文禄の役にも従軍した。
文禄2年（1593年）に隠居するが、当時、上有知・関に1万8000石と河内金田の2万石を領していたという。隠居所は以安寺山麓であった。
文禄3年7月20日（1594年9月4日）、死去（常在寺記録・佐藤金森由緒書）。